# Чемпионат России по регби 2009
Чемпионат России по регби проходил с 14 мая по 28 октября 2009 года. Чемпионом в 7 раз стал клуб «ВВА-Подмосковье».

## Регламент
Турнир проводился по той же схеме, что и предыдущий чемпионат. 
На первом этапе команды разбиты на две географические зоны — «Запад» (5 команд) и «Восток» (6 команд). 
На втором этапе по три лучшие команды из каждой зоны сформировали Суперлигу-2009. Шестерка лучших сыграли в два круга с разъездами, после чего четыре первых команды разыграли медали чемпионата по системе плей-офф. Команды, занявшие 4-5 место в зоне «Запад», сыграли в двух группах ("А" и "Б") с лучшими командами региональных соревнований (ЦФО, СЗФО и ЮФО). Тройка сильнейших команд из этих двух групп, вместе с четвертой командой зоны «Восток», в однокруговом турнире разыграли 7-10 места.

## Участники
Первый этап.
Зона «Восток»
Два круга с разъездами. Количество туров – 10. Количество матчей – 30.
| Зона «Восток»                                             |
| --------------------------------------------------------- |
| Енисей-СТМ(Красноярск)                                    |
| Красный Яр (Красноярск)                                   |
| РК «Новокузнецк» (Новокузнецк)                            |
| РК «СФУ» (Сибирский федеральный университет) (Красноярск) |
| РК «Академия регби» (Красноярск)                          |
| Космос (Красноярск)                                       |

Зона «Запад»
Два круга с разъездами. Количество туров – 10. Количество матчей – 20.
| Зона «Запад».            |
| ------------------------ |
| ВВА-Подмосковье (Монино) |
| Слава (Москва)           |
| Империя (Пенза)          |
| Фили (Москва)            |
| Спартак-ГМ (Москва)      |

## Зона «Восток»
| Команда        | И  | В | Н | П | РИО     | О  |
| -------------- | -- | - | - | - | ------- | -- |
| Енисей-СТМ     | 10 | 9 | 0 | 1 | 509-109 | 37 |
| Красный Яр     | 9  | 8 | 0 | 1 | 385-76  | 33 |
| Новокузнецк    | 10 | 6 | 0 | 4 | 237-167 | 27 |
| Космос         | 9  | 2 | 1 | 6 | 147-263 | 16 |
| Академия регби | 10 | 2 | 0 | 8 | 66-501  | 16 |
| СФУ            | 10 | 1 | 1 | 8 | 118-346 | 14 |

- матч Красный Яр - Космос не состоялся.

1-й тур
19 мая (вторник)
РК Новокузнецк – Енисей-СТМ 10:33
20 мая (среда)
Академия регби – СибФУ 0:24
Красный Яр - Космос – Решение по дате проведения матча первого круга Красный Яр - Космос будет принято отдельно в связи с задержкой по включению команды Космос в чемпионат.
2-й тур
24 мая (воскресенье)
СибФУ – Енисей-СТМ 17:43
25 мая (понедельник)
Академия регби – Красный Яр – перенесен из-за погодных условий
26 мая (вторник)
Академия регби – Красный Яр 0:89 - перенесенный матч с 25 мая
3-й тур
29 мая (пятница)
Красный Яр – РК Новокузнецк 27:6
30 мая (суббота)
Енисей-СТМ – Академия регби 79:6
31 мая (воскресенье)
Космос - СибФУ 31:6
4-й тур
03 июня (среда)
Енисей-СТМ – Красный Яр 10:20
04 июня (четверг)
РК Новокузнецк – СибФУ 48:8
Академия регби - Космос 3:20
5-й тур
08 июня (понедельник)
Космос - Енисей-СТМ 17:66 
09 июня (вторник)
Академия регби – РК Новокузнецк 10:20
10 июня (среда)
Красный Яр – СибФУ 49:6
Матч 2-го тура 
14 июня (воскресенье)
РК Новокузнецк - Космос 23:19
6-й тур
15 июня (понедельник)
Красный Яр – Академия регби 94:7
16 июня (вторник)
Енисей-СТМ – СибФУ 52:10
17 июня (среда)
РК Новокузнецк - Космос 40:5
7-й тур
22 июня (понедельник)
Академия регби – Енисей-СТМ 0:104
23 июня (вторник)
СибФУ - Космос 24:24
РК Новокузнецк - Красный Яр 0:27
8-й тур
27 июня (суббота)
СибФУ – Академия регби 14:21
28 июня (воскресенье)
Енисей-СТМ – РК Новокузнецк 38:14
29 июня (понедельник)
Космос - Красный Яр 12:24
9-й тур
03 июля (пятница)
Красный Яр – Енисей-СТМ 10:26
04 июля (суббота)
СибФУ – РК Новокузнецк 0:33
5 июля (воскресенье)
Космос - Академия регби 14:19
10-й тур
09 июля (четверг)
Красный Яр – СибФУ 45:9
РК Новокузнецк - Академия регби 43:0
10 июля (пятница)
Енисей-СТМ - Космос 58:5

## Зона «Запад»
| Команда         | И | В | Н | П | РИО     | О  |
| --------------- | - | - | - | - | ------- | -- |
| ВВА-Подмосковье | 8 | 8 | 0 | 0 | 393-64  | 32 |
| Империя         | 8 | 5 | 1 | 2 | 201-126 | 24 |
| Слава           | 8 | 4 | 1 | 3 | 219-181 | 21 |
| Спартак-ГМ      | 8 | 2 | 0 | 6 | 54-232  | 14 |
| Фили            | 8 | 0 | 0 | 8 | 46-310  | 8  |

1-й тур
14 мая (четверг)
Слава – Спартак-ГМ 49:6
РК Империя – Фили 44:3
2-й тур
18 мая (понедельник)
ВВА-Подмосковье – Слава 47:11
Спартак-ГМ – РК Империя 3:25
3-й тур
22 мая (пятница)
РК Империя – ВВА-Подмосковье 17:36
Фили – Спартак-ГМ 0:6
Матч 7-го тура
25 мая (понедельник)
Слава – ВВА-Подмосковье 10:43
4-й тур
28 мая (четверг)
ВВА-Подмосковье – Фили 68:6
29 мая (пятница)
Слава – РК Империя 19:38
5-й тур
01 июня (понедельник)
Спартак-ГМ – ВВА-Подмосковье 0:55
03 июня (среда)
Фили – Слава 11:41
6-й тур
09 июня (вторник)
Спартак-ГМ – Слава 13:25
Фили – РК Империя 11:22
7-й тур
15 июня (понедельник)
РК Империя – Спартак-ГМ 27:5
Матч 10-го тура
Слава – Фили 41:0
8-й тур
22 июня (понедельник)
Спартак-ГМ – Фили 15:6
26 июня (пятница)
ВВА-Подмосковье – РК Империя 26:5
9-й тур
30 июня (вторник)
Фили – ВВА-Подмосковье 9:73
03 июля (пятница)
РК Империя – Слава 23:23
10-й тур
05 июля (воскресенье)
ВВА-Подмосковье – Спартак-ГМ 45:6

## Суперлига (места 1-6)
| Команда         | И  | В | Н | П | РИО     | О  |
| --------------- | -- | - | - | - | ------- | -- |
| ВВА-Подмосковье | 10 | 9 | 0 | 1 | 399-128 | 37 |
| Енисей-СТМ      | 10 | 9 | 0 | 1 | 331-140 | 37 |
| Красный Яр      | 10 | 6 | 0 | 4 | 247-198 | 28 |
| Слава           | 10 | 3 | 0 | 7 | 126-267 | 19 |
| Империя         | 10 | 2 | 0 | 8 | 130-284 | 16 |
| Новокузнецк     | 10 | 1 | 0 | 9 | 120-336 | 13 |

1-й тур
15 июля (среда)
Империя – Новокузнецк 26:17
17 июля (пятница)
ВВА-Подмосковье – Красный Яр 23:9
Слава – Енисей-СТМ 17:35
2-й тур
21 июля (вторник)
Империя – Енисей-СТМ 3:36
23 июля (четверг)
Красный Яр – Новокузнецк 67:3
ВВА-Подмосковье – Слава 33:0
3-й тур
29 июля (среда)
Новокузнецк – Слава 17:22
Империя – Красный Яр 12:16
30 июля (четверг)
Енисей-СТМ – ВВА-Подмосковье 30:19
4-й тур
10 августа (понедельник)
Красный Яр –Енисей-СТМ 10:21
11 августа (вторник)
Слава – Империя 18:13
Новокузнецк – ВВА-Подмосковье 10:50
5-й тур
4 августа (вторник)
ВВА-Подмосковье – Империя 31:6
16 августа (воскресенье)
Енисей-СТМ – Новокузнецк 30:7
17 августа (понедельник)
Красный Яр – Слава 35:10
6-й тур
20 августа (четверг)
Енисей-СТМ – Слава 47:10
24 августа (понедельник)
Новокузнецк – Империя 32:22
Красный Яр – ВВА-Подмосковье 20:48
7-й тур
30 августа (воскресенье)
Енисей-СТМ – Империя 47:9
Новокузнецк – Красный Яр 7:30
31 августа (понедельник)
Слава – ВВА-Подмосковье 20:48
8-й тур
4 сентября (пятница)
Красный Яр – Империя 37:21
6 сентября (воскресенье)
ВВА-Подмосковье – Енисей-СТМ 48:21
8 сентября (вторник)
Слава – Новокузнецк 12:10
9-й тур
11 сентября (пятница)
ВВА-Подмосковье – Новокузнецк 55:7
14 сентября (понедельник)
Империя – Слава 13:6
15 сентября (вторник)
Енисей-СТМ – Красный Яр 42:7
10-й тур
21 сентября (понедельник)
Империя – ВВА-Подмосковье 5:44
Новокузнецк – Енисей-СТМ 10:22
Слава – Красный Яр 11:16

## Игры за 7-12 места. Запад
Две группы А и В по три команды. Два круга с разъездами.Количество туров – 6. Количество матчей – 12.
Стыковочные матчи. А1-В1, А2-В2. Два матча дома и на выезде. Количество матчей – 4. Всего матчей – 16.
Участвующие Команды:
Группа А
1. Фили (г. Москва)
2. Нарвская Застава (г. Санкт-Петербург)
3. Юг (г. Краснодар)
Группа В
1. Спартак-GM (г. Москва)
2. Академия ВВС (пгт. Монино)
3. Нальчик (г. Нальчик)
Группа А.
| Команда          | И | В | Н | П | РИО    | О  |
| ---------------- | - | - | - | - | ------ | -- |
| Фили             | 3 | 3 | 0 | 0 | 207-7  | 12 |
| Юг               | 3 | 1 | 0 | 2 | 67-135 | 6  |
| Нарвская Застава | 2 | 0 | 0 | 2 | 0-132  | 2  |

- Матчи Юг – Нарвская Застава и Фили – Нарвская Застава не состоялись.

19 июля (воскресенье)
Нарвская Застава – Юг 0:60
25 июля (суббота)
Нарвская Застава – Фили 0:72
01 сентября (вторник)
Юг - Фили  7:58
22 августа (суббота)
Юг – Нарвская Застава - матч перенесен на неопределенный срок
26 августа (среда)
Фили – Нарвская Застава - матч перенесен на неопределенный срок
06 сентября (воскресенье)
Фили – Юг 77:0
Группа В
| Команда      | И | В | Н | П | РИО    | О  |
| ------------ | - | - | - | - | ------ | -- |
| Академия ВВС | 4 | 3 | 0 | 1 | 195-47 | 13 |
| Спартак-GM   | 4 | 3 | 0 | 1 | 110-52 | 13 |
| Нальчик      | 4 | 0 | 0 | 4 | 8-214  | 4  |

26 июля (воскресенье)
Спартак-GM – Академия ВВС 19:38
01 августа (суббота)
Академия ВВС – Нальчик 106:0
03 августа (понедельник)
Спартак-GM – Нальчик 52:3
16 августа (воскресенье)
Нальчик – Академия ВВС 5:40
22 августа (суббота)
Академия ВВС  –  Спартак-GM 11:23
26 августа (среда)
Нальчик – Спартак-GM 0:16
Стыковочные матчи
13 сентября (воскресенье)
Академия ВВС – Фили 28:13
Юг – Спартак-ГМ 17:62
15 сентября (вторник)
Спартак-ГМ – Юг 20:10 //матч прошел в Краснодаре
20 сентября (воскресенье)
Фили – Академия ВВС 25:12
Положение команд на Западе по итогам турнира за 7-12 места.
7. Академия ВВС (пгт. Монино)
8. Фили (г. Москва)
9. Спартак-GM (г. Москва)
10. Юг (г. Краснодар)
11-12. Нальчик (г. Нальчик)
11-12. Нарвская Застава (г. Санкт-Петербург)

## Турнир за 7-10 места
Участвующие Команды:
1. Академия ВВС (пгт. Монино)
2. Фили (г. Москва)
3. Спартак-GM (г. Москва)
4. РК «Академия регби» (г. Красноярск)
| Команда        | И | В | Н | П | РИО   | О  |
| -------------- | - | - | - | - | ----- | -- |
| Спартак-GM     | 3 | 3 | 0 | 0 | 96-35 | 12 |
| Академия ВВС   | 3 | 2 | 0 | 1 | 86-82 | 9  |
| Фили           | 3 | 1 | 0 | 2 | 42-66 | 6  |
| Академия регби | 3 | 0 | 0 | 3 | 47-88 | 3  |

1-й тур
26 сентября (суббота)
Фили – Спартак-ГМ 8:23
27 сентября (воскресенье)
Академия ВВС - Академия регби 34:29
2-й тур
30 сентября (среда)
Спартак-ГМ – Академия регби 34:13
Академия ВВС – Фили 38:14
3-й тур
3 октября (суббота)
Фили - Академия регби 20:5
Спартак-ГМ - Академия ВВС 39:14

## Плей-офф
|  | Полуфинал       | Полуфинал  |                   |   | Финал | Финал |
|  |                 |            |                   |   |       |       |
|  |                 |            |                   |   |       |       |
|  |                 |            |                   |   |       |       |
|  | ВВА-Подмосковье | 2          |                   |   |       |       |
|  | ВВА-Подмосковье | 2          |                   |   |       |       |
|  | Слава           | 0          |                   |   |       |       |
|  | Слава           | 0          | ВВА-Подмосковье   | 2 |       |       |
|  |                 |            | ВВА-Подмосковье   | 2 |       |       |
|  |                 | Енисей-СТМ | 1                 |   |       |       |
|  | Енисей-СТМ      | Енисей-СТМ | 1                 | 2 |       |       |
|  | Енисей-СТМ      |            |                   | 2 |       |       |
|  | Красный Яр      | 1          |                   |   |       |       |
|  | Красный Яр      | 1          | Матч за 3-е место |   |       |       |
|  |                 |            |                   |   |       |       |
|  |                 |            |                   |   |       |       |
|  |                 |            |                   |   |       |       |
|  | Красный Яр      | 2          |                   |   |       |       |
|  | Красный Яр      | 2          |                   |   |       |       |
|  | Слава           | 0          |                   |   |       |       |

1/2 финала
27 сентября (воскресенье)
Слава – ВВА-Подмосковье 5:74
Красный Яр – Енисей-СТМ 34:22
4 октября (воскресенье)
Енисей-СТМ – Красный Яр 18:9
ВВА-Подмосковье – Слава 69:11
7 октября (среда)
Енисей-СТМ – Красный Яр 32:7
Матчи за 3-е место
17 октября (суббота)
Слава – Красный Яр 21:25
24 октября (суббота)
Красный Яр – Слава 46:5
Финал
17 октября (суббота)
Енисей-СТМ – ВВА-Подмосковье 31:22
25 октября (воскресенье)
ВВА-Подмосковье – Енисей-СТМ 20:13
28 октября (среда)
ВВА-Подмосковье – Енисей-СТМ 15:8